# Marta Zabaleta
Marta Raquel Zabaleta (Alcorta, 26 de junho de 1937 – Londres, 3 de junho de 2023) foi economista, cientista social, escritora, poeta, ensaísta, académica e promotora cultural. Exilou-se do Chile e Argentina e viveu seus últimos anos no Reino Unido desde 1976.

## Livros académicos
- 2000. Funciones y Estereotipos femeninos en Teoría y Práctica en Argentina Antes de y Después de la Primera Dama Señora Eva Perón. Lewiston, N.E.; Queenston, Ontario; Lampeter, Gales: O Edwin Mellen Imprensa, 2000. 405 p. ISBN 0-88946-488-X.
- 2002. El cuerpo importa (Los asuntos de cuerpo), Revista do CESLA Não 3, Universidade de Warsovia.
- 1993. Mujeres en Argentina: Mitos, Realidades y Sueños. CHANGE, Informa Nº 19, Londres.